# Śikszananda
Śikszananda (ur. 652, zm. 710; skt Śikṣānanda; chiń. 實叉難陀 Shichanantuo; kor. Silch'ananda; jap.; Jisshananda; wiet. Thật-xoa-nan-đà – misjonarz buddyjski i tłumacz działający w Chinach.

## Życiorys
Pochodził z królestwa Yutian (于闐) czyli Kustany (obecnie jest to Chotan znajdujący się na terenie autonomicznej prowincji Xinjiang w Chinach).
Opanował zarówno doktryny mahajany jak i hinajany, studiował także wiele innych dyscyplin. 
W 695 roku przybył do Luoyangu (洛陽) w Chinach przynosząc ze sobą mahajanistyczne teksty buddyjskie (m.in. była tam Buddhāvataṁsaka-mahāvaipulya-sūtra). Z polecenia cesarzowej Wu Zetian razem z Bodhirucim i Yinjingiem (義淨) przetłumaczył tę sutrę w klasztorze Dabiangkong (大遍空寺) w 80 zwojach. 
Ogółem przetłumaczył dziewiętnaście sutr w 107 zwojach. 
W 705 roku powrócił do swojej ojczyzny. Jednak, po ponawianych zaproszeniach, zdecydował się powrócić do Chin w 708 roku. Był tak szanowaną osobą, że sam cesarz Zhongzong (唐中宗) czekał na niego przed stolicą.
Zmarł w dziesiątym miesiącu 710 roku w wieku pięćdziesięciu dziewięciu lat. Po skremowaniu ciała, okazało się, że jego język pozostał nietknięty. Jego uczniowie przekazali relikwię do Yutian, gdzie wybudowano pamiątkową stupę. Później w miejscu jego kremacji wybudowano siedmiokondygnacyjną pagodę. Nosi ona nazwę Huayan Sanzan ta (Stupa Wspaniałej Ozdoby Tripitaki).